# Заклинский, Алексей Ануфриевич
Алексей Ануфриевич Заклинский (27 марта 1819, с. Озеряны, Ивано-Франковский район, Ивано-Франковская область — 26 марта 1891, с. Старые Богородчаны, Ивано-Франковский район, Ивано-Франковская область) — священник Украинской Греко-Католической Церкви, поэт и композитор, депутат Галицкого краевого сейма 1870—1876 и Австрийского парламента 1873—1879.
В 1836 окончил 6 классов Станиславской гимназии. Далее, учился в Черновицкой гимназии и на юридическом факультете Венского университета (1828—1842). После продолжительной болезни, в 1845 поступил в Львовскую духовную семинарию. Ещё будучи семинаристом, стал на путь политической борьбы. Активно боролся за создание «Русской Рады» во Львове, которая была создана в 1848г . Был единственным семинаристом-членом этого Совета. Как член «Русской Рады» избирался делегатом от Галичины на Славянский съезд в Праге (1848), где был секретарём украинской секции. Работал переводчиком украинских посланий при австрийском парламенте 1848—1849(без права голоса). В 1853 рукоположён в священники. В 1853—1860 — сотрудник каноника, пастырь в госпитале и тюрьме, занимается русскими переводами у Буковинского краевого президента и преподаёт литургию в низших классах Черновицкой гимназии. После смерти жены в. А. Заклинский переезжает в г. Городенку (1860) и становится инициатором построения здесь парохиальной церкви Святого Николая, на которую собрал 500 гульденов.
В 1862—1863 временно заведует приходом городка Козлов Бережанского деканата. Позже переведён на должность смотрителя прихода Старых Богородчан (1864) и Надворной (1865). В марте 1865 вновь переведён из г. Надворная в Старые Богородчаны, где пробыл до смерти.
В 1870 и 1873 годах Алексей Заклинский избирается послом в государственный сейм от Станиславовского избирательного округа. Своим выступлением 5 мая 1879 г. в парламенте добился установления украинского епископства в Станиславе.
А. Заклинский был инициатором построения в Старых Богородчанах церкви Святого Георгия (1880). По случаю посвящения построенной церкви написал песню «К Покрову Пресвятой Богородицы», вышедшей в количестве 3000 экземпляров, 600 из которых разошлись по приходам Галичины. Известно его стихотворение, посвящённое вечной памяти архипастыря украинской Церкви митрополиту Григорию Яхимовичу(1863), напечатанное в Львовском журнале «Галичанин». Перу Алексея Заклинского принадлежат песни «Там, где Чёрная Гора»(обработка С.Людкевича), «Говорят мне люди, мой друг живёт», «Чтобы я крылья имел» и другие.
8 апреля 1887 г. священника парализовало, но и прикованным к постели он не прекращал свою деятельность. В этот период написал мемуары исторического значения, которые впервые вышли во Львове в 1890 под названием «Записки Алексея Заклинского, приходника Старых Богородчан». Впоследствии на основе «Записок…» Украинский писатель, уроженец с. Лесовка Богородчанского района, Михаил Яцков написал рассказ «Посол Петришин» (1913).